# Gerard Desmet (1907)
Gerard Desmet (Gits, 29 januari 1907 – Roeselare, 22 maart 1979) was een Belgisch wielrenner. Hij was beroepsrenner van 1929 tot 1936.
Zijn belangrijkste overwinningen waren die in 1932 en 1933 toen hij telkens het Kampioenschap van Vlaanderen in Koolskamp won. In totaal won hij vier wedstrijden bij de profs.
Desmet kreeg soms het nummer 1 achter zijn naam vanwege zijn naamgenoot, die als Gerard Desmet 2 door het wielerleven ging, maar geen familie was. 
Gerard Desmet was de schoonvader van de latere wereldkampioen Benoni Beheyt en was tevens de oom van wielrenner Gilbert Desmet.

## Belangrijke resultaten
1932
- Kampioenschap van Vlaanderen

1933
- Kampioenschap van Vlaanderen